# نيكول تشيري
نيكول تشيري (بالرومانية: Nicole Cherry)‏ هي مغنية رومانية، ولدت في 5 ديسمبر 1998 في بوخارست في رومانيا.

## وصلات خارجية
- نيكول تشيري على موقع IMDb (الإنجليزية)
- نيكول تشيري على موقع ميوزك برينز (الإنجليزية)